# Kenneth More
Kenneth Gilbert More (Gerrards Cross, Buckinghamshire, Inglaterra, 20 de septiembre de 1914-Londres, Inglaterra, 12 de julio de 1982) fue un actor inglés.

## Primeros años
Nacido en Gerrards Cross, Buckinghamshire, Inglaterra, era el único hijo de Charles Gilbert More, un piloto del Royal Naval Air Service, y de Edith Winifred Watkins. Estudió en el Victoria College de Jersey. Pasó parte de su infancia en las Islas del Canal, donde su padre dirigía la Jersey Eastern Railways. Posteriormente empezó a prepararse para ser ingeniero civil, dejando esto para trabajar en la cadena Sainsbury’s.
Cuando tenía 17 años, su padre falleció, por lo que el actor quiso unirse a la RAF, pero fue rechazado por problemas de equilibrio. Entonces viajó a Canadá con la intención de trabajar como comerciante de pieles, pero tuvo que volver a su país por faltarle los correspondientes papeles de inmigración.

## Carrera interpretativa
A su vuelta, un amigo de la familia, Vivian Van Damm, le dio trabajo en el Teatro Windmill. Pronto empezó a actuar en números cómicos y finalmente, interpretó papeles de repertorio, incluyendo obras representadas en Newcastle upon Tyne y Wolverhampton, tales como Burke and Hare y Dracula's Daughter. Siguió con este trabajo hasta el inicio de la Segunda Guerra Mundial, durante la cual sirvió como teniente de la Royal Navy, a bordo del crucero ligero HMS Aurora y del portaaviones HMS Victorious, volviendo a la interpretación en 1946. Tras varios papeles en teatro del West End londinense, atrajo la atención por su interpretación de Freddie en la obra de Terence Rattigan The Deep Blue Sea. 
En la década de 1950 firmó un contrato con la Organización Rank, que le llevó a disfrutar de una exitosa carrera con papeles protagonistas a lo largo de los años siguientes. Ganó un BAFTA al mejor actor en Doctor in the House (Un médico en la familia) en 1954. Posiblemente su papel más famoso fue el del as de la Royal Air Force Douglas Bader, en Reach for the Sky (Proa al cielo), rodada en 1956. Además, hizo el primer papel en A Night to Remember en 1958. Se especializó en la interpretación de héroes ingleses, y en personajes con matices oscuros, como en The Admirable Crichton y en Genevieve. En 1959 el productor de Rank John Davis le dio permiso para trabajar fuera de la productora en Los cañones de Navarone. More, sin embargo, chocó con Davis en una cena de la BAFTA y perdió el papel (que fue para David Niven) y su contrato con Rank.
Posteriormente participó en diversos filmes de carácter bélico,  con repartos plagados de grandes estrellas, como  Sink the Bismarck!, (1960), El día más largo (1962), La batalla de Inglaterra (1969), y Oh! What a Lovely War (1969). 
En la década de 1960 sus papeles para el cine eran de menor entidad, y su popularidad disminuía cuando dejó a su esposa para ir a vivir con Angela Douglas. Sin embargo recuperó la fama gracias a sus actuaciones en el West End y a sus trabajos televisivos, especialmente su éxito en The Forsyte Saga y su primer papel en la serie de 1974 Father Brown. También fue famosa su interpretación del Fantasma de las Navidades Presentes en la producción de 1970 Scrooge.

## Vida personal
More se casó tres veces. Su primer matrimonio fue en 1939 con la actriz Beryl Johnstone, de la que se divorció en 1946, y con la que tuvo una hija, Susan. En 1952 se casó con Mabel Edith "Bill" Barkby, con la que también tuvo una hija, Sarah. En 1968 abandonó a su esposa para ir a vivir con Angela Douglas, una actriz 26 años más joven. La pareja permaneció unida hasta el fallecimiento del actor. 
Kenneth More publicó dos autobiografías, Happy Go Lucky, en 1959, y More or Less, en 1978. Falleció en Londres a causa de una enfermedad de Parkinson en 1982, con 67 años de edad, y fue incinerado en el Crematorio Putney Vale.

## Filmografía
| - Look Up and Laugh (1935) (pequeño papel sin créditos) - Windmill Revels (1937) (pequeño papel sin créditos) - Carry On London (1937) (pequeño papel) - The Silence of the Sea (1946) (TV) - School for Secrets (1946) - Toad of Toad Hall (1946) (TV) - Scott of the Antarctic (1948) - Man on the Run (1949) - Now Barabbas (1949) - Stop Press Girl (1949) - Morning Departure (1950) - Chance of a Lifetime (1950) - The Clouded Yellow (Trágica obsesión) (1951) - The Franchise Affair (1951) - The Galloping Major (1951) - No Highway in the Sky (Momentos de peligro) (1951) (no acreditado) - Appointment with Venus (1951) - Brandy for the Parson (1952) - The Yellow Balloon (1953) - Never Let Me Go (No me abandones) (1953) - Genevieve (1953) - Our Girl Friday (1953) - Doctor in the House (Un médico en la familia) (1954) - The Man Who Loved Redheads (1955) (voz) - Raising a Riot (1955) - The Deep Blue Sea (1955) - Reach for the Sky (Proa al cielo, 1956) | - The Admirable Crichton (1957) - The Sheriff of Fractured Jaw (La rubia y el sheriff) (1958) - A Night to Remember (1958) - Next to No Time (1958) - North West Frontier (La India en llamas) (1959) - The 39 Steps (39 escalones) (1959) - Sink the Bismarck! (¡Hundan al Bismarck!, 1960) - Man in the Moon (1960) - The Greengage Summer (1961) (TV) - We Joined the Navy (1962) - Heart to Heart (1962) (TV) - Some People (1962) - El día más largo (1962) - The Comedy Man (1963) - El coleccionista (1965) (no acreditado) - Lord Raingo (1966) (TV) - The Forsyte Saga (1967) (TV) - Dark of the Sun (Último tren a Katanga) (1968) - Fräulein Doktor (1969) - Oh! What a Lovely War (1969) - La batalla de Inglaterra (1969) - Scrooge (1970) - Padre Brown (1974) (TV) - The Slipper and the Rose (1976) - Leopard in the Snow (1978) - An Englishman's Castle (1978) (TV) - The Spaceman and King Arthur (1979) - A Tale of Two Cities (1980) (TV) |

## Premios y distinciones
Festival Internacional de Cine de Venecia
| Año  | Categoría                 | Película          | Resultado |
| ---- | ------------------------- | ----------------- | --------- |
| 1955 | Copa Volpi al mejor actor | The Deep Blue Sea | Ganador   |